# 京町 (恵庭市)
京町（きょうまち）は北海道恵庭市の地名。郵便番号は061-1444。人口は190人、世帯数は113世帯。

## 地理
京町は恵庭市の中心市街地であり、沿線には恵庭大通と北海道道46号江別恵庭線がある。

## 歴史

### 沿革
- 1960年（昭和35年）- 大字漁村の一部を京町に町名変更[4]。

### 町名の変遷
町名の変遷は以下の通り。
| 実施内容 | 実施年月日 | 実施前   | 実施後 |
| -------- | ---------- | -------- | ------ |
| 町名変更 | 1960年     | 大字漁村 | 京町   |

## 人口と世帯数
2023年9月30日現在の人口と世帯数は以下の通り。
| 町・丁 | 人口  | 世帯    |
| ------ | ----- | ------- |
| 京町   | 190人 | 113世帯 |

### 人口の変遷
国勢調査による人口数の推移。
| 1995年（平成7年）  | 105人 | [ 5 ]  |  |
| 2000年（平成12年） | 99人  | [ 6 ]  |  |
| 2005年（平成17年） | 89人  | [ 7 ]  |  |
| 2010年（平成22年） | 115人 | [ 8 ]  |  |
| 2015年（平成27年） | 161人 | [ 9 ]  |  |
| 2020年（令和2年）  | 188人 | [ 10 ] |  |

### 世帯数の変遷
国勢調査による世帯数の推移。
| 1995年（平成7年）  | 41世帯  | [ 5 ]  |  |
| 2000年（平成12年） | 39世帯  | [ 6 ]  |  |
| 2005年（平成17年） | 36世帯  | [ 7 ]  |  |
| 2010年（平成22年） | 59世帯  | [ 8 ]  |  |
| 2015年（平成27年） | 82世帯  | [ 9 ]  |  |
| 2020年（令和2年）  | 106世帯 | [ 10 ] |  |

## 小・中学校の通学区
小・中学校の通学区は以下の通り。
| 町・丁 | 街区 | 小学校             | 中学校             |
| ------ | ---- | ------------------ | ------------------ |
| 京町   | 全域 | 恵庭市立恵庭小学校 | 恵庭市立恵明中学校 |

## 交通

### バス
- えにわコミュニティバス（ecoバス）
  - 「市役所・市民会館」停留所がある[12]。

### 道路
- 一般道道
  - 北海道道46号江別恵庭線[13]
- 都市計画道路
  - 3・2・101 恵庭大通[13]

## 施設
行政
- 恵庭市役所（京町1）
- 札幌法務局 恵庭出張所（京町2）
- 恵庭商工会議所（京町80）
- 恵庭市第2庁舎（京町85）

商業
- ココス 恵庭店（京町44）
- 串鳥 恵庭店（京町56）
- すき家 恵庭京町店（京町66）
- ファミリーマート 恵庭京町店（京町84）